# Миливоевич, Лука
Лу́ка Миливо́евич (серб. Лука Миливојевић / Luka Milivojević; 7 апреля 1991, Крагуевац, СФРЮ) — сербский футболист, полузащитник. С 2012 по 2020 год выступал за сборную Сербии.

## Клубная карьера
Лука Миливоевич начинал карьеру игрока в клубе третьего дивизиона «Раднички» из своего родного города. Сыграв в сезоне 2007/08 5 матчей и забив 1 гол, перешёл в «Рад».
В первом сезоне, проведённом в белградском клубе полузащитник практически не попадал в состав команды
, отыграв лишь 4 минуты в матче против клуба «Чукарички».
В следующем сезоне полузащитник принял участие в 9 матчах команды, а сезон 2010/11 он начал с голевой передачи на Неманью Коджича в матче с «Чукаричками».
По итогам чемпионата полузащитник сыграл 26 матчей и отметился 5-ю голевыми передачами.
В сезоне 2011/12 Лука Миливоевич дебютировал в Лиге Европы. Полузащитник сыграл в рамках турнира 4 матча, в первом из которых (против клуба из Сан-Марино «Тре Пенне») сделал голевую передачу.
Также в этом сезоне Миливоевич открыл счёт своим голам за «Рад»: 14 августа 2011 года он сделал дубль в ворота «Металаца».
В январе 2012 года полузащитник перешёл в «Црвену Звезду».
Впервые сыграл за новый клуб 3 марта 2012 года в матче чемпионата страны против клуба «Спартак Златибор Вода».
В следующем матче за «Црвену Звезду» (против «Явора») Миливоевич отметился голевыми передачами на Луку Милуновича и Филипа Младеновича.
Гол, забитый Миливоевичем в ворота «Металаца» 7 апреля 2012 года стал для полузащитника первым за «Црвену Звезду».

## Карьера в сборной
Лука Миливоевич имеет опыт выступлений за юношескую сборную Сербии (до 19 лет). В 2011—2012 годах футболист играл за молодёжную сборную. В составе команды он принял участие в 7 матчах отборочного турнира к чемпионату Европы—2013 и забил гол в ворота сверстников из Северной Ирландии.
За первую сборную Сербии Миливоевич дебютировал 14 ноября 2012 года в товарищеском матче со сборной Чили.
В составе сборной полузащитник принимает участие в отборочном турнире к чемпионату мира-2014.
| Матчи Миливоевича за сборную Сербии | Матчи Миливоевича за сборную Сербии | Матчи Миливоевича за сборную Сербии | Матчи Миливоевича за сборную Сербии | Матчи Миливоевича за сборную Сербии | Матчи Миливоевича за сборную Сербии | Матчи Миливоевича за сборную Сербии |
| №                                   | Дата                                | Оппонент                            | Счёт                                | Голы Миливоевича                    | Соревнование                        |                                     |
| ----------------------------------- | ----------------------------------- | ----------------------------------- | ----------------------------------- | ----------------------------------- | ----------------------------------- | ----------------------------------- |
| 1                                   | 14 ноября 2012                      | Чили                                | 3-1                                 | -                                   | Товарищеский матч                   |                                     |
| 2                                   | 22 марта 2013                       | Шотландия                           | 2-0                                 | -                                   | Отборочный матч ЧМ—2014             |                                     |
| 3                                   | 7 июня 2013                         | Бельгия                             | 1-2                                 | -                                   | Отборочный матч ЧМ—2014             |                                     |
| 4                                   | 10 сентября 2013                    | Уэльс                               | 3-0                                 | -                                   | Отборочный матч ЧМ—2014             |                                     |

## Достижения
«Црвена Звезда»
- Вице-чемпион Сербии (2): 2011/12, 2012/13
- Обладатель кубка Сербии (1): 2011/12

«Андерлехт»
- Чемпион Бельгии (1): 2013/14

«Олимпиакос»
- Чемпион Греции (2): 2014/15, 2015/16
- Обладатель Кубка Греции (1): 2014/15